# Denis Šefik
Denis Šefik (szerb cirill betűkkel: Денис Шефик) (Belgrád, Jugoszlávia, 1976. szeptember 20. –) világbajnoki és olimpiai ezüstérmes szerb vízilabdázó. 2004-ben a szerb-montenegrói válogatott tagjaként olimpiai ezüstérmet nyert, majd 2008-ig szerb válogatott volt. 2008 és 2010 között a montenegrói válogatott tagja volt.